# ポール・グリーンガード
ポール・グリーンガード（Paul Greengard、1925年12月11日 - 2019年4月13日）はアメリカ合衆国の神経科学者。神経細胞の分子と細胞の機能についての研究で著名であり、2000年には神経系の情報伝達に関する発見により、アービド・カールソン、エリック・カンデルと共に、ノーベル生理学・医学賞を受賞した。彼は、ロックフェラー大学のVincent Astor Professorだった。

## 経歴
ニューヨーク市生まれ。第二次世界大戦中はマサチューセッツ工科大学にて、アメリカ海軍の日本の神風特攻に対する早期警報システムを作る電子工学技術者として勤務した。戦争終結後、彼はハミルトン・カレッジに通い、1948年に卒業、数学と物理学の学士号を得た。戦後の物理学者の大部分が核兵器の研究を行っていたので、物理学の大学院に進まず、生物物理学に興味を持つようになった。ジョンズ・ホプキンス大学のハルダン・ケファー・ハートラインの研究室で大学院の研究を始めた。アラン・ロイド・ホジキンの講義に刺激され、ニューロンの分子及び細胞の研究を始めた。1953年、彼はPh.D.を受け取り、博士課程終了後の研究をロンドン大学、ケンブリッジ大学、アムステルダム大学で行った。その後、イェシーバー大学アルベルト・アインシュタイン医学校、ヴァンタービルト大学、イェール大学及びロックフェラー大学にて教授として働いた。
彼はノーベル賞の賞金を全額ロックフェラー大学に寄付し、彼の母親にちなんでパール・マイスター・グリーンガード賞が設立された。
2019年4月13日に死去。93歳没。

## 研究
グリーンガードの研究は、神経伝達物質によって引き起こされた、神経細胞内部の出来事に焦点を当てた。特に、彼とその研究仲間は、神経細胞にて受容体と神経伝達物質との結合を永久的に変形させるセカンドメッセンジャーカスケードの行動について研究した。一連の実験で、彼らはドーパミンが神経細胞の細胞膜上の受容器と結合したとき、細胞内のサイクリックAMPの増加を引き起こすことを証明した。このサイクリックAMPの増加は、リン酸塩の物質を加えることで、他のタンパク質の機能を発現させたり停止させる、プロテインキナーゼAと呼ばれるタンパク質を次々に活性化させる。この反応はリン酸化反応として知られる。その後リン酸化され、活性化したタンパク質は細胞の大きな変化を引き起こす。例えば、新しいタンパク質を作るためにDNAを転写させたり、シナプスにより多くの受容器を移動させたり（このことにより神経細胞の感度を増加させる）、細胞表面にイオンチャネルを移動させる（このことにより細胞が興奮しやすくなる）事などがある。彼は神経伝達物質がどのように細胞に作用するか、及び中心的分子であるDARPP-32に活性を与えることが可能なことを示したため、2000年のノーベル生理学・医学賞を受賞した。

## 受賞歴
- 1978年 - ディクソン賞医学部門
- 1991年 - 米国科学アカデミー賞神経科学部門
- 1993年 - カール・スペンサー・ラシュレー賞
- 1994年 - ラルフ・W・ジェラルド賞
- 2000年 - ノーベル生理学・医学賞